# Obispos (Venezuela)
Pour les articles homonymes, voir Obispos.
Obispos est une ville du Venezuela, capitale de la paroisse civile d'Obispos et chef-lieu de la municipalité d'Obispos dans l'État de Barinas.